# Квінт Елій Туберон (консул 11 до н. е.)
Квінт Елій Туберон (лат. Quintus Aelius Tubero; 74 до н. е. — після 11 до н. е.) — давньоримський політик, консул 11 року до н. е.

## Біографія
Походив з відомого плебейського роду Еліїв. Старший син юриста Квінта Елія Туберона та Сульпіції (за іншими джерелами, Юнії). Брат Секста Елія Ката, консула 4 р. н. е. Його онукою була Елія Петіна, яка у 28 р. стала дружиною імператора Клавдія. Його названим братом був Луцій Елій Сеян, префект преторіанців, якого було страчено як заколотника проти імператора Тиберія.
Близько 17 р. до н. е. входив до колегії квіндецемвирів богослужінь. Брав участь у Секулярних іграх.
Став консулом у 11 р. до н. е. разом з Павлом Фабієм Максимом. Він із колегою був автором звіту до сенату про жахливий стан римських акведуків, які пізніше відновив імператор Октавіан Август. Також сенат згідно зі звітом консулів затвердив посаду куратора водогонів.